# Comuna Lemnia, Covasna
Lemnia (maghiară Lemhény) este o comună în județul Covasna, Transilvania, România, formată numai din satul de reședință cu același nume.

## Demografie
Componența etnică a comunei Lemnia
     Maghiari (92,8%)
     Români (1,87%)
     Romi (1,29%)
     Alte etnii (0%)
     Necunoscută (4,04%)
Componența confesională a comunei Lemnia
     Romano-catolici (88,82%)
     Reformați (3,16%)
     Adventiști (1,41%)
     Ortodocși (1,23%)
     Alte religii (1,05%)
     Necunoscută (4,33%)
Conform recensământului efectuat în 2021, populația comunei Lemnia se ridică la 1.708 locuitori, în scădere față de recensământul anterior din 2011, când fuseseră înregistrați 1.936 de locuitori. Majoritatea locuitorilor sunt maghiari (92,8%), cu minorități de români (1,87%) și romi (1,29%), iar pentru 4,04% nu se cunoaște apartenența etnică. Din punct de vedere confesional, majoritatea locuitorilor sunt romano-catolici (88,82%), cu minorități de reformați (3,16%), adventiști (1,41%) și ortodocși (1,23%), iar pentru 4,33% nu se cunoaște apartenența confesională.

## Politică și administrație
Comuna Lemnia este administrată de un primar și un consiliu local compus din 11 consilieri. Primarul, Csongor Jénáki[*], de la Uniunea Democrată Maghiară din România, este în funcție din octombrie 2020. Începând cu alegerile locale din 2024, consiliul local are următoarea componență pe partide politice:
|  | Partid                                 | Consilieri | Componența Consiliului | Componența Consiliului | Componența Consiliului | Componența Consiliului | Componența Consiliului | Componența Consiliului | Componența Consiliului | Componența Consiliului | Componența Consiliului | Componența Consiliului | Componența Consiliului |
|  | -------------------------------------- | ---------- | ---------------------- | ---------------------- | ---------------------- | ---------------------- | ---------------------- | ---------------------- | ---------------------- | ---------------------- | ---------------------- | ---------------------- | ---------------------- |
|  | Uniunea Democrată Maghiară din România | 11         |                        |                        |                        |                        |                        |                        |                        |                        |                        |                        |                        |